# Luggie Water Aqueduct

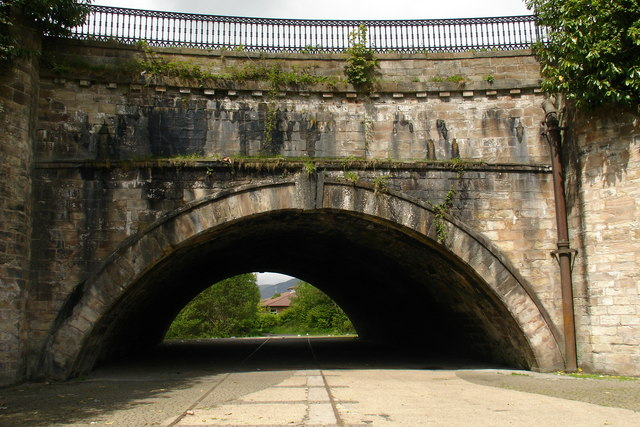
Luggie Water Aqueduct

Der Luggie Water Aqueduct ist eine Kanalbrücke in der schottischen Stadt Kirkintilloch in der Council Area East Dunbartonshire. Er befindet sich im Stadtzentrum und führt den Forth-und-Clyde-Kanal über den Fluss Luggie Water. Außerdem führte einst eine Eisenbahnstrecke darunter hindurch. 1986 wurde das Bauwerk in die schottischen Denkmallisten in der höchsten Kategorie A aufgenommen. Außerdem ist es als Teilstück des Forth-und-Clyde-Kanals als Scheduled Monument klassifiziert.

## Beschreibung
Die Kanalbrücke wurde zur Überführung des Forth-und-Clyde-Kanals über das Luggie Water benötigt und wurde zwischen 1772 und 1774 errichtet. Für die Planung war der Ingenieur John Smeaton verantwortlich. Es handelte sich um die erste größere Kanalbrücke in Schottland und stellte zu Bauzeiten eine ingenieurstechnische Meisterleistung dar. Die Kanalbrücke besteht aus grauen Quadersteinen und ist als Bogenbrücke konzipiert. Er überspannt mit einem einzigen Bogen das Luggie Water, wobei die Spannweite des 27 m hohen Bauwerks 15,2 m beträgt. Als 1858 die Eisenbahnstrecke von Glasgow nach Aberfoyle gebaut wurde, war eine Kreuzung des Luggie Waters und des Forth-und-Clyde-Kanals vonnöten. Man entschied die Strecke unter der Brücke hindurchzuführen. Hierzu wurde eine Zweite Brücke unterhalb der Kanalbrücke errichtet, auf welcher die Bahngleise über das diagonal verlaufende Luggie Water geführt wurden. Somit kreuzten sich an dieser Stelle drei Verkehrswege. Bei der zweiten Brücke handelt es sich ebenfalls um eine Bogenbrücke, die in zwei Bögen den Fluss überspannt. Obschon die Gleise zwischenzeitlich wieder entfernt wurden, ist die Brücke weiterhin vorhanden.